# Batrachostomus chaseni
Espèce
Synonymes
- Batrachostomus javensis chaseni
Blyth, 1847 (protonyme)

Le Podarge de Palawan (Batrachostomus chaseni) est une espèce d'oiseaux de la famille des Podargidae, autrefois considérée comme une sous-espèce du Podarge de Java (B. javensis).
Cet oiseau peuples l'île Banggi, Palawan et les îles Calamian.

## Taxinomie
La dénomination spécifique, chaseni, commémore l'ornithologue anglais Frederick Nutter Chasen.